# Euphorbia davisii
Euphorbia davisii là một loài thực vật có hoa trong họ Đại kích. Loài này được M.S.Khan mô tả khoa học đầu tiên năm 1964.